# John P. Dulaney
John P. Dulaney (* 11. Dezember 1946 in Oklahoma City) ist ein US-amerikanischer Schauspieler.

## Leben
Dulaney war nach seinem Collegeabschluss in Hollywood ab 1965 zunächst für Spezialeffekte tätig und drehte als Regisseur Kurzfilme. Zu Ende der 1960er Jahre verwaltete er ein kleines Kino im New Yorker East Village und ging nach Italien, wo er einige kleine Rollen in Italowestern spielte. Ab Mitte der 1970er Jahre fand er eine wiederkehrende Rolle in der Filmserie um den ungewöhnlichen Inspektor Giraldi (im deutschen Sprachraum zu „Tony Marroni“ gewandelt), in der er den venezianischen, stümperhaften Agenten Ballarin interpretierte. Später war der mit meist langen blonden Haaren und Bart, oft mit Brille, spielende Dulaney in einigen Actionfilmen zu sehen, die auf den Philippinen gedreht wurden. 1988 war er zurück in seiner Heimat und produzierte einige Filme, von denen The Legend of Emerald Princess beim New York International Film Festival ausgezeichnet wurde.
Dulaney lebt seit 1996 in Concord und besitzt die Firma „Mind Logic“ aus der Elektronik- und Computerbranche.

## Filmografie (Auswahl)
- 1971: Sabata kehrt zurück (È tornato Sabata… hai chiuso un'altra volta)
- 1972: Djangos blutige Spur (La lunga cavalcata della vendetta)
- 1988: Roboman (Robowar – Robot da guerra)
- 1993: Blackbelt II